# Christophe Dejours
Christophe Dejours es un médico francés, especialista en medicina del trabajo, psiquiatría y psicosomática. Psicoanalista (Miembro de la Asociación Psicoanalítica de Francia, APF). Profesor titular de la cátedra Psicoanálisis-Salud-Trabajo en el Conservatorio Nacional de Artes y Oficios. Miembro del Instituto Psicosomático de París. Director de la revista “TRAVAILLER” y codirector de la colección «Souffrance et théorie» en PUF. Se le considera el padre de la Psicodinámica del Trabajo.

## Publicaciones en español
- Investigaciones psicoanalíticas sobre el cuerpo, Siglo XXI, 1998.

- El factor humano, Trabajo y sociedad, 1998.

- La banalización de la injusticia social, Topía, 2006.

- Trabajo y violencia, Modus laborandi, 2009.

- El desgaste mental en el trabajo, Modus laborandi, 2009.

- Trabajo y sufrimiento, Modus laborandi, 2009.>